# Cal Giplè
Cal Giplè és una masia situada al nord-oest del municipi de Navès, a la comarca catalana del Solsonès.